# Pseudosmittia mathildae
Pseudosmittia mathildae är en tvåvingeart som beskrevs av Albu 1968. Pseudosmittia mathildae ingår i släktet Pseudosmittia och familjen fjädermyggor. Arten har ej påträffats i Sverige. Inga underarter finns listade i Catalogue of Life.